# Parque de los lémures
El parque de los lémures (conocido localmente como parque de los Lémures de Madagascar) es un pequeño jardín botánico y una reserva natural de lémures que abarca 5 hectáreas (12 acres). Se encuentra a 22 kilómetros (14 millas) al suroeste de Antananarivo, Madagascar. Fue fundado en 2000 por Laurent Amouric y Maxime Allorge. La mayoría de las nueve especies de lémures habitan libremente en el parque, que también contiene más de 70 especies de plantas endémicas nativas de Madagascar. El parque está abierto al público, ofrece visitas guiadas, posee un restaurante y una tienda de regalos. Los visitantes pueden organizar una visita privada al parque.
La mayoría de los lémures del parque fueron confiscados y trasladados al jardín por medio del Ministerio de Aguas y Bosques. Los lémures son rehabilitados y criados para su reintroducción en el medio natural. El parque está asociado con las empresas Colas Group y Total S.A. para proporcionar educación ambiental a niños de educación primaria y plantar árboles nativos como parte de un programa de reforestación. La mayor parte del personal que trabaja en el parque proviene de comunidades vecinas.

## Historia
Fundado en 2000, el parque de los lémures es una organización privada que se compone de 5 hectáreas (12 acres) y está situado junto al río Katsaoka, entre los pueblos de Fenoarivo y Imerintsiatosika, a 22 kilómetros (14 millas) del suroeste de Antananarivo. También funciona como jardín botánico, además de ser una reserva natural de lémures que se reintroducen gradualmente a la naturaleza.
El parque fue fundado por Maxime Allorge y Laurent Amouric, este último nieto del botánico, y etnólogo francés Pierre Boiteau, director y fundador del parque botánico y zoológico de Tsimbazaza.

## Atracciones
El parque, que se compone principalmente de bosques de pinos y vegetación de bambú, contiene cerca de 6000 árboles, 850 plántulas y más de 70 especies de plantas endémicas nativas de Madagascar, los cuales son segregados en distintas zonas climáticas a lo largo del parque. Este lugar también posee un vivarium que alberga camaleones, tortugas radiadas, iguanas y otros lacertilios.
La atracción principal del parque se centra en los lémures. Estos animales son alimentados diariamente cada dos horas, entre las 10:00 a. m. y las 4:00 p. m.. Se encuentran nueve especies de lémures, de las cuales, siete están activas durante el día y dos en la noche. La gran mayoría de lémures son confiscados y posteriormente rehabilitados por el personal del parque para su reintroducción en el medio natural.
Algunos de los lémures encontrados en el parque:
| Nombre científico     | Estatus                                 | Imagen |
| --------------------- | --------------------------------------- | ------ |
| Varecia variegata     | Especie en peligro crítico de extinción |        |
| Eulemur fulvus        | Especie casi amenazada                  |        |
| Propithecus coquereli | Especie en peligro de extinción         |        |
| Propithecus coronatus | Especie en peligro de extinción         |        |
| Hapalemur griseus     | Especie vulnerable                      |        |
| Eulemur mongoz        | Especie en peligro crítico de extinción |        |
| Lemur catta           | Especie en peligro de extinción         |        |

## Conservación
La gran mayoría de los lémures que habitan en el parque han sido confiscados y posteriormente trasladados, en parte, por el apoyo del Ministerio de Aguas y Bosques. El ministerio también trabaja en la conservación ex situ, esto permite que la población urbana que vive cerca de Antananarivo tenga la oportunidad de visitar el parque y observar a los lémures en su entorno natural. Además de la rehabilitación, el parque también ha criado con éxito al Sifaka de Coquerel (Propithecus coquereli) desde 2007.
Debido a que muchos de estos lémures se encuentran en peligro como consecuencia de la Deforestación en Madagascar, el parque participa en un programa de reforestación con el apoyo de las empresas Colas Madagascar y Total Madagascar. Entre diciembre de 2008 y mayo de 2013, aproximadamente 37 163 estudiantes y 1270 profesores de las escuelas públicas de educación primaria de Antananarivo, ayudaron a plantar 170 árboles nativos y participaron en la educación ambiental del parque. Para muchos de los niños, este programa les ha permitido conocer detalladamente el comportamiento de los lémures. En total, más de 11 000 árboles han sido plantados como parte de este proyecto de colaboración, incluyendo el Palo de rosa, Terminalia y  Amontana a partir de mayo de 2013. También se encuentran otros géneros de árboles como el Adansonia y los matorrales espinosos de Madagascar que se han transportado al parque y plantado con la ayuda de Colas Madagascar.
De acuerdo con el parque, las asociaciones Colas Madagascar y Total Madagascar han evitado despedir parte del personal por problemas económicos; más del 90 % de estas personas provienen de las comunidades circundantes.

## Detalles del parque
El parque de los lémures está abierto todo el año, siete días a la semana, desde las 9:00 a. m. hasta las 5:00 p. m.. La última entrada al parque es a las 4:15 p. m.. Desde marzo de 2015, el precio de la entrada aumentó a 25 000 ariary para adultos y 10 000 para menores de 4 a 12 años, mientras que el ingreso de los niños menores de 4 es libre. Las entradas al jardín también proporcionan una guía especializada, y la permanencia es de una hora y treinta minutos. El parque también goza de un restaurante que requiere reserva previa de 48 horas. Entre enero y abril de 2015, tanto el restaurante como la tienda de regalos permanecieron cerrados los días lunes.
Las visitas al parque no requieren reserva previa, aunque sí para llegar desde un minibús que parte desde el centro de Antananarivo hasta las instalaciones. El costo del servicio de transporte incluye la admisión al parque. El servicio de traslado sale a las 9:00 a. m. y las 2:00 p. m. todos los días.
El parque de los lémures también posee una oficina en Antananarivo y solo está abierta los lunes.